# Museum Schloss Thun

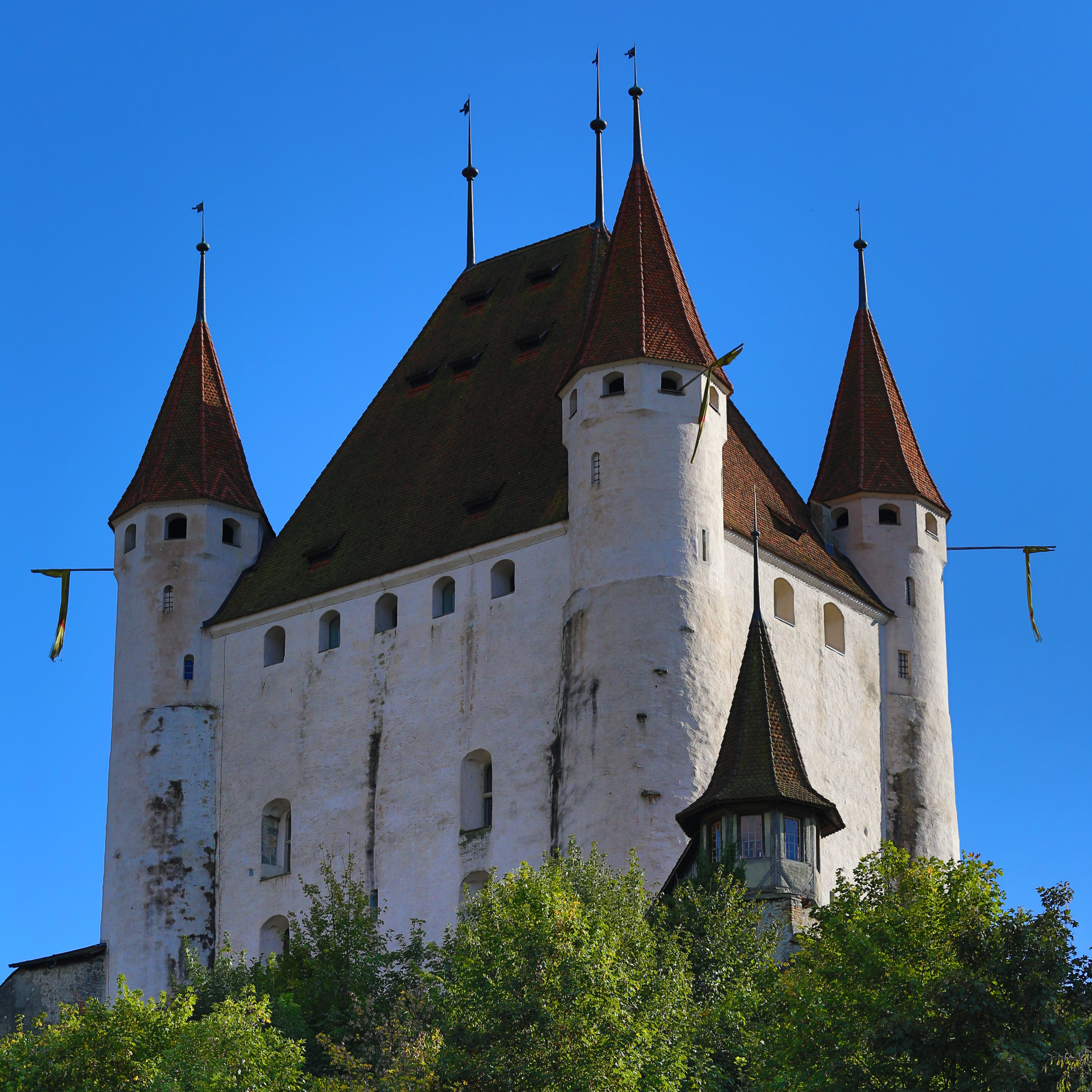
Schloss Thun (2014)

Das Museum Schloss Thun dokumentiert die Geschichte des Schlosses und der Stadt Thun im Kanton Bern in der Schweiz.

## Geschichte
In der ersten Hälfte des 19. Jahrhunderts gab es in Thun erste Forderungen nach einem historischen Museum. Dass 1883 im Thuner Rathaus eingelagerte Wappenteppiche und andere historische Gegenstände entdeckt wurden, verstärkte den Wunsch. Obwohl kein geeigneter Raum zur Verfügung stand, wurde am 11. März 1885 auf Initiative des Einwohnervereins das «Historische Museum Thun» gegründet. 1886 wurde auf dem Schlossberg ein neues Gefängnis eröffnet. Dadurch wurden im Turm Räume frei, was das Platzproblem löste. Nach umfangreichen Renovierungsarbeiten konnte das Museum 1888 seine Sammlung von Waffen, Harnischen, wichtigen Dokumenten und historisch bedeutsamen Objekten im Rittersaal der Öffentlichkeit präsentieren. Zuerst wurden vor allem Dauerleihgaben der Burgergemeinde und der Stadt Thun ausgestellt, ergänzt durch kleinere private Sammlungen. 1978 übernahm der «Verein Schlossmuseum» die Leitung des Museums. 1994 errichteten der Verein, der Kanton Bern und die Einwohnergemeinde Thun die «Stiftung Schloss Thun – das Museumsschloss», die das Museum seither führt. Durch den wachsenden Bestand wurden immer mehr Räume des Donjons für Ausstellungszwecke genutzt. So entwickelte sich das Museum zum «Historischen Museum Schloss Thun». Heute umfasst die Sammlung mehr als 17'000 Objekte, vom Neolithikum bis ins 20. Jahrhundert. Rund 600 dieser Exponate sind in der Dauerausstellung im Donjon zu sehen.

## Das neue Museum
2018 wurde anlässlich des 800. Todestag des Bauherrn Herzog Berhthold V. im Schloss auf fünf Etagen ein Museum eingerichtet, in dem auch das Gebäude Teil der Ausstellung wird. Jede Etage ist einem Thema gewidmet:
- Im Keller werden 900 Jahre Stadtentwicklung thematisiert und anhand eines je nach Epoche unterschiedlich beleuchteten Stadtmodells visualisiert.
- Im 1. Stock sind Trophäen, Wappen und Reliquien aus der Thuner Rathaussammlung ausgestellt, unter anderem der grosse burgundische Wappenteppich, der am 2. März 1476 nach der Schlacht bei Grandson von den siegreichen Eidgenossen im Feldlager des Herzogs Karls des Kühnen erbeutet wurde. Der Teppich war ursprünglich mehr als acht Meter breit. Das erhaltene Fragment ist aus vier Teilen zusammengesetzt; der Teppich war von den Eidgenossen seiner Grösse wegen in vier Teil zerschnitten worden.
- Der 2. Stock zeigt unter dem Titel «Von den Zähringern zu den Bernern» die 800jährige Geschichte der Statthalter im Schloss. Das Bildnis des letzten Thuner Schultheissen Karl Ferdinand von Sinner (1748–1826) aus der Zeit um 1808 stammt von Johann Daniel Mottet. Sinner übergab die Schlüssel des Amtssitzes am 22. März 1798 an die zuständigen Behörden des danach noch fünf Jahre existierenden Kantons Oberland.
- 3. Stock: Der grosse Rittersaal im Turm ist einer der am besten erhaltenen mittelalterlichen Repräsentationssäle in Europa. Hier finden Konzerte und andere öffentliche Anlässe statt. Er kann für Anlässe gemietet werden.

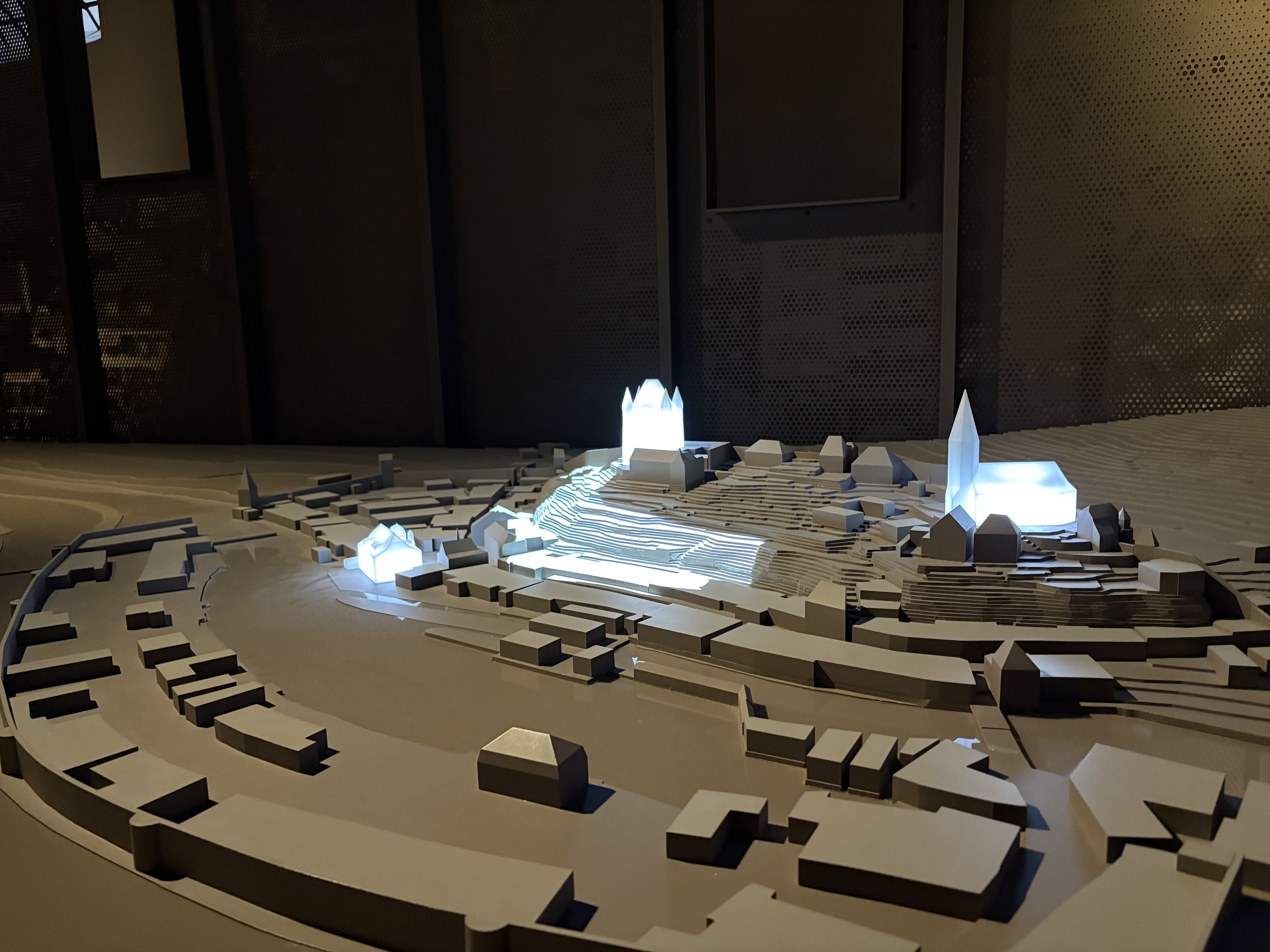
Stadtmodell
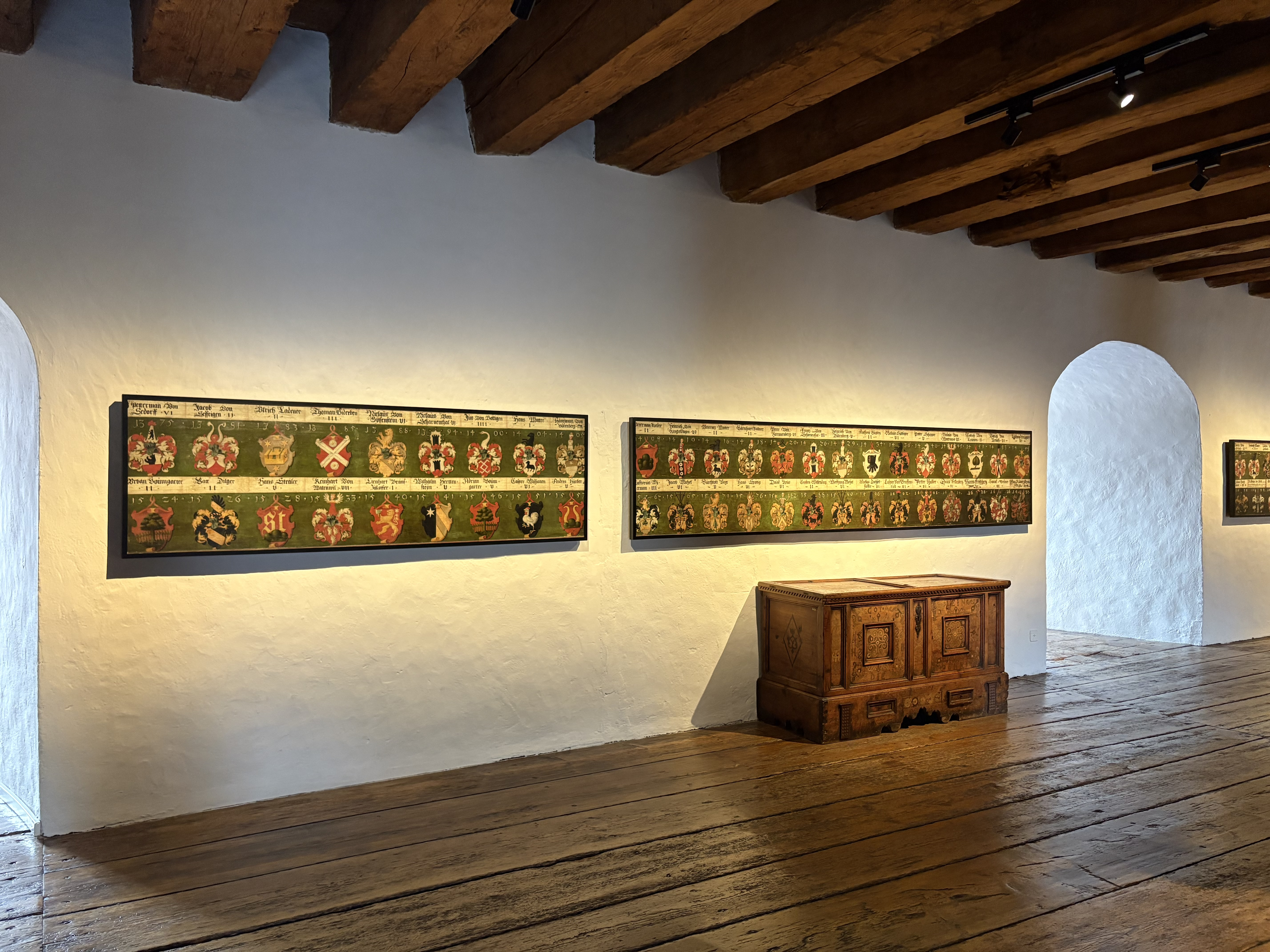
Tafeln mit den Wappen der Schultheissen von Thun
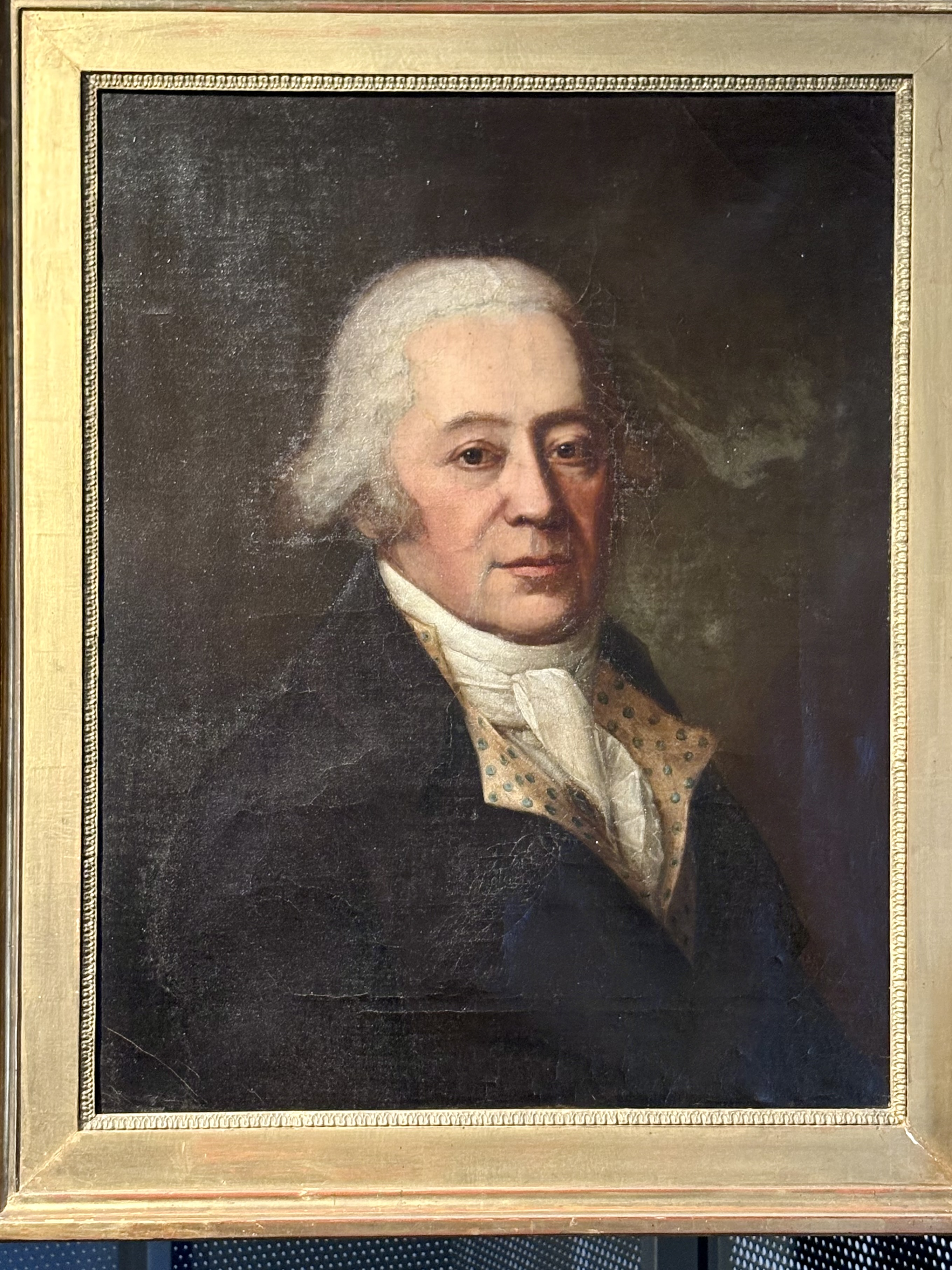
Der letzte Schultheiss Karl Ferdinand Sinner
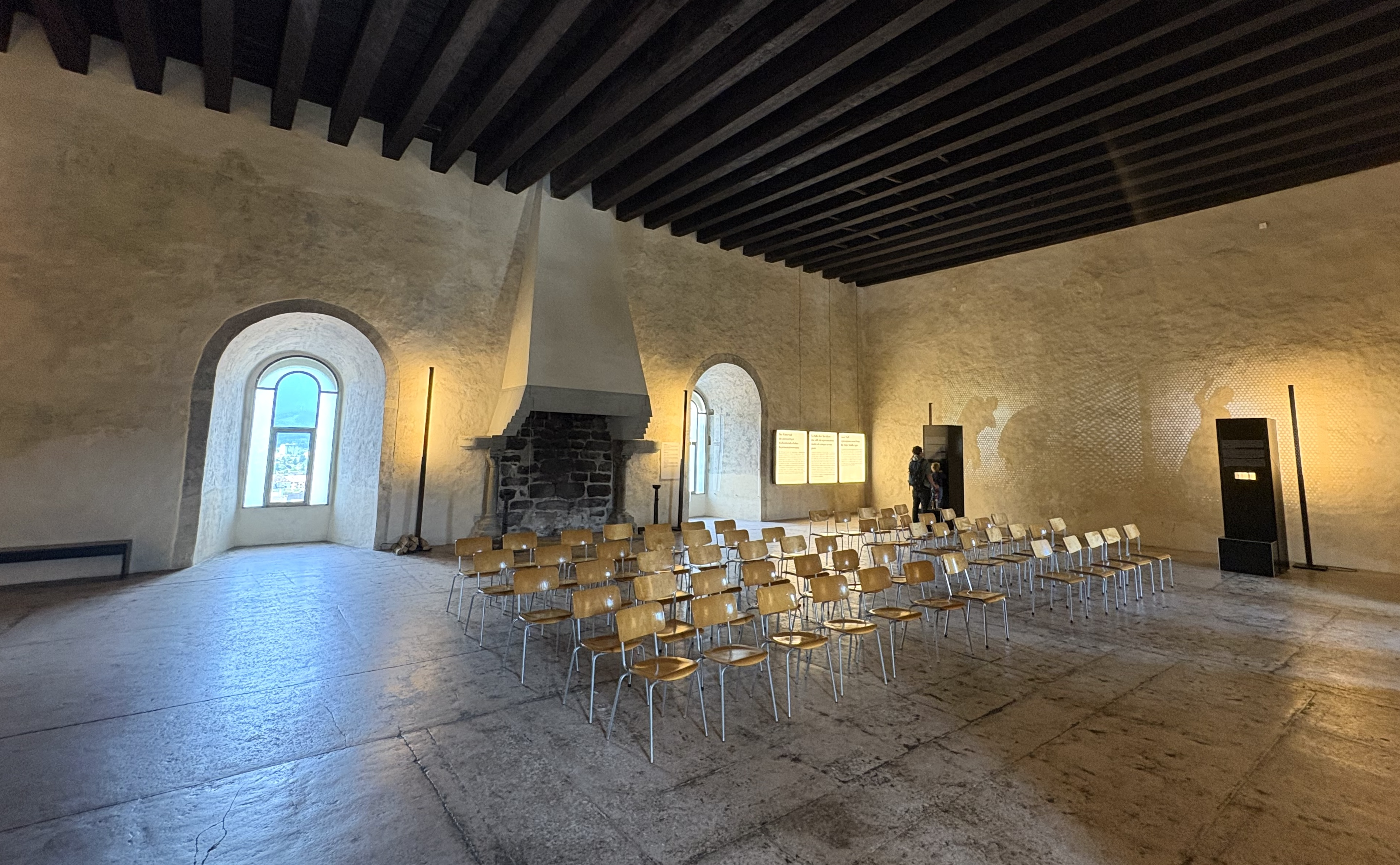
Grosser Saal

- 4. Stock: Er widmet sich der 800jährigen Geschichte des Schlosses. Dazu gehören die Stadtfahnen, die die Thuner in siegreichen Schlachten getragen haben, so die  «Murtenfahne» mit dem schwarzen Stern und das «Dornachbanner» mit dem goldenen Stern. Vorher waren die Objekte im Rathaus aufbewahrt worden.[2] Gezeigt wird auch das Thuner Richtschwert aus einer Waffenschmiede in Passau (D). Wappen, Inschrift und andere Symbole auf der Klinge weisen auf die Verwendung des Schwertes als Richtschwert aus der Zeit um 1300. Die Bedeutung der Buchstabenfolge auf der Klinge konnte noch nicht entschlüsselt werden. Die erste nachweisbare Hinrichtung mit Schwert in Thun erfolgte 1404, die letzte Enthauptung erfolgte 1816.[3]

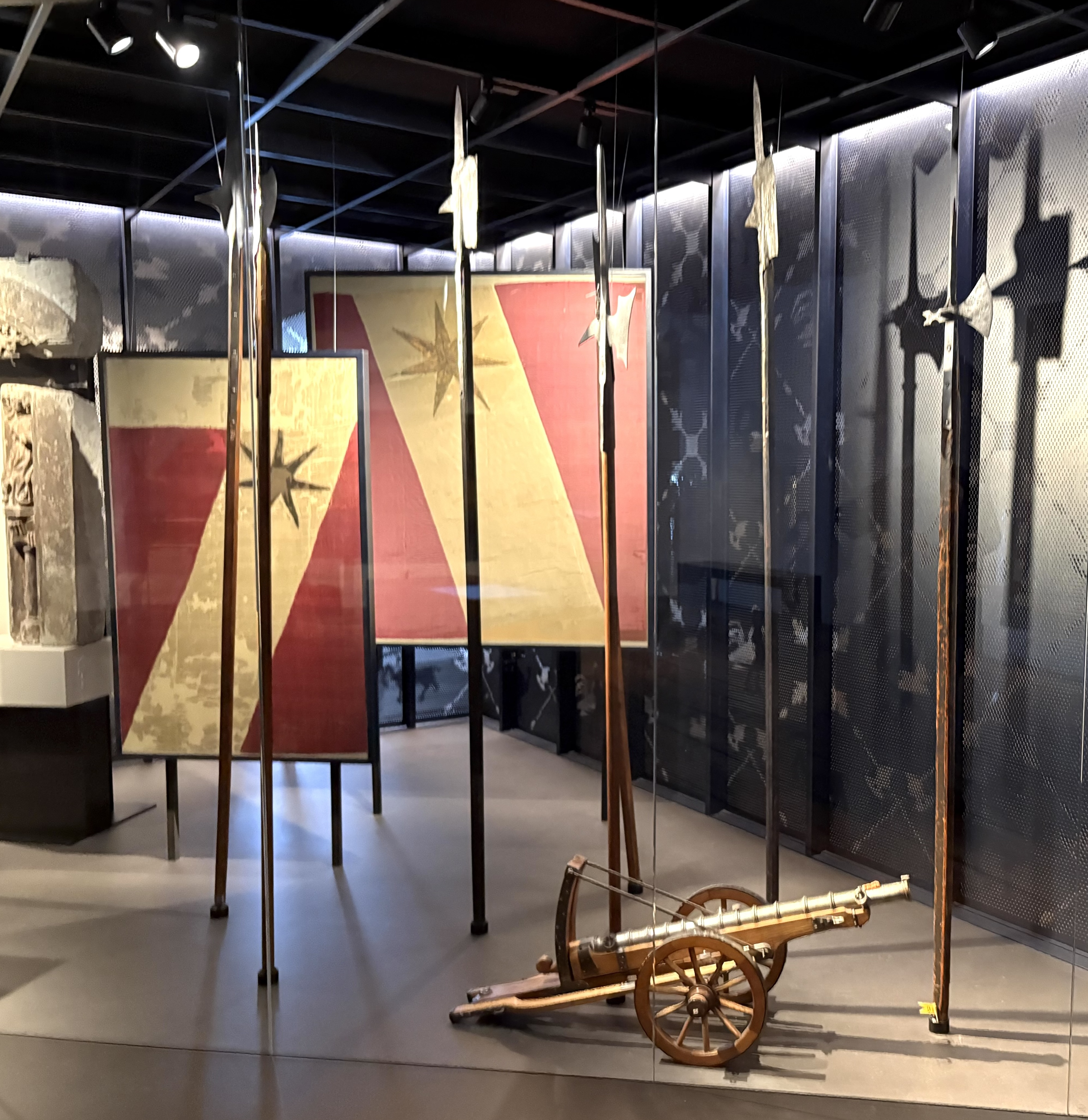
Fahnen und Waffen
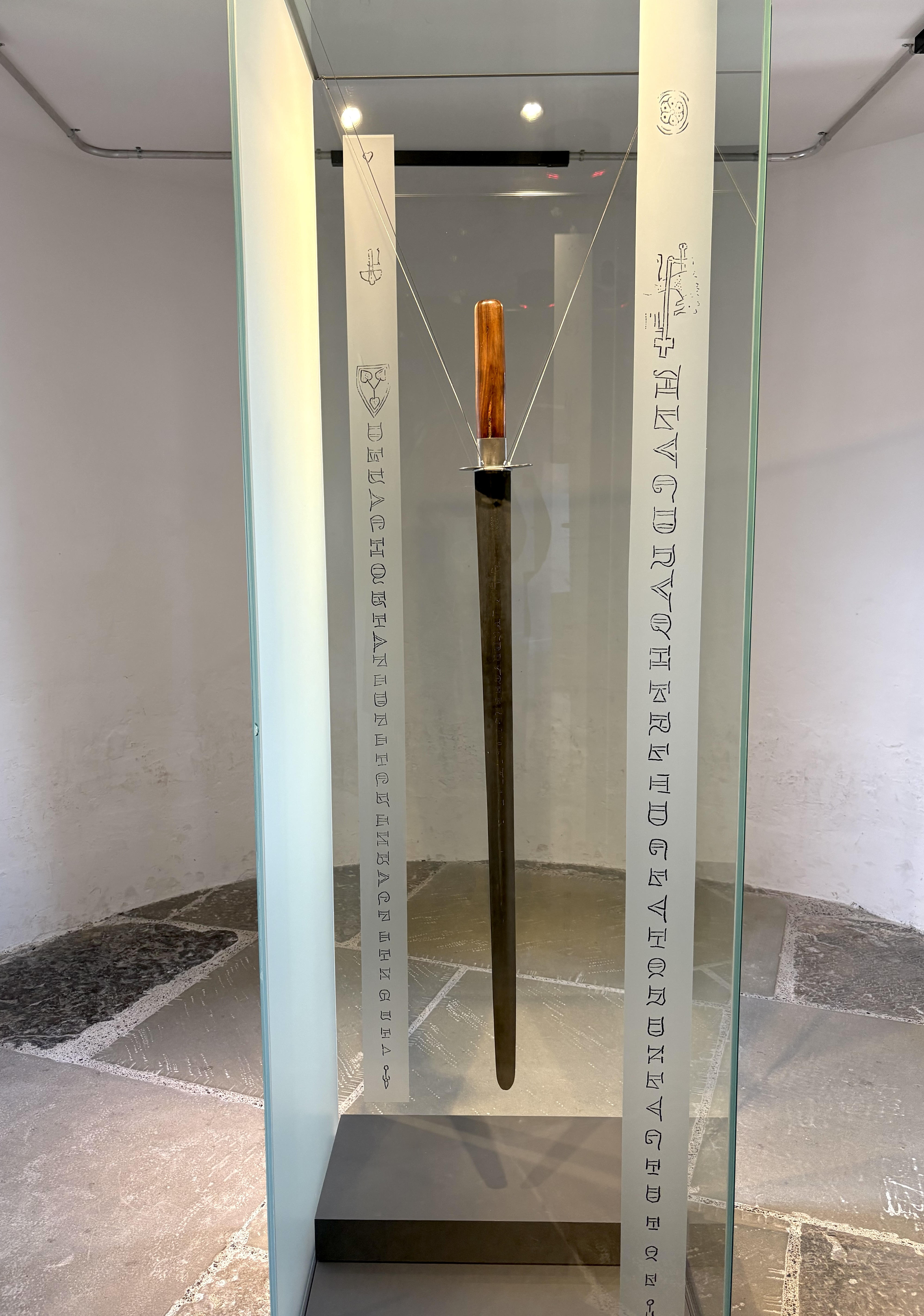
Richtschwert
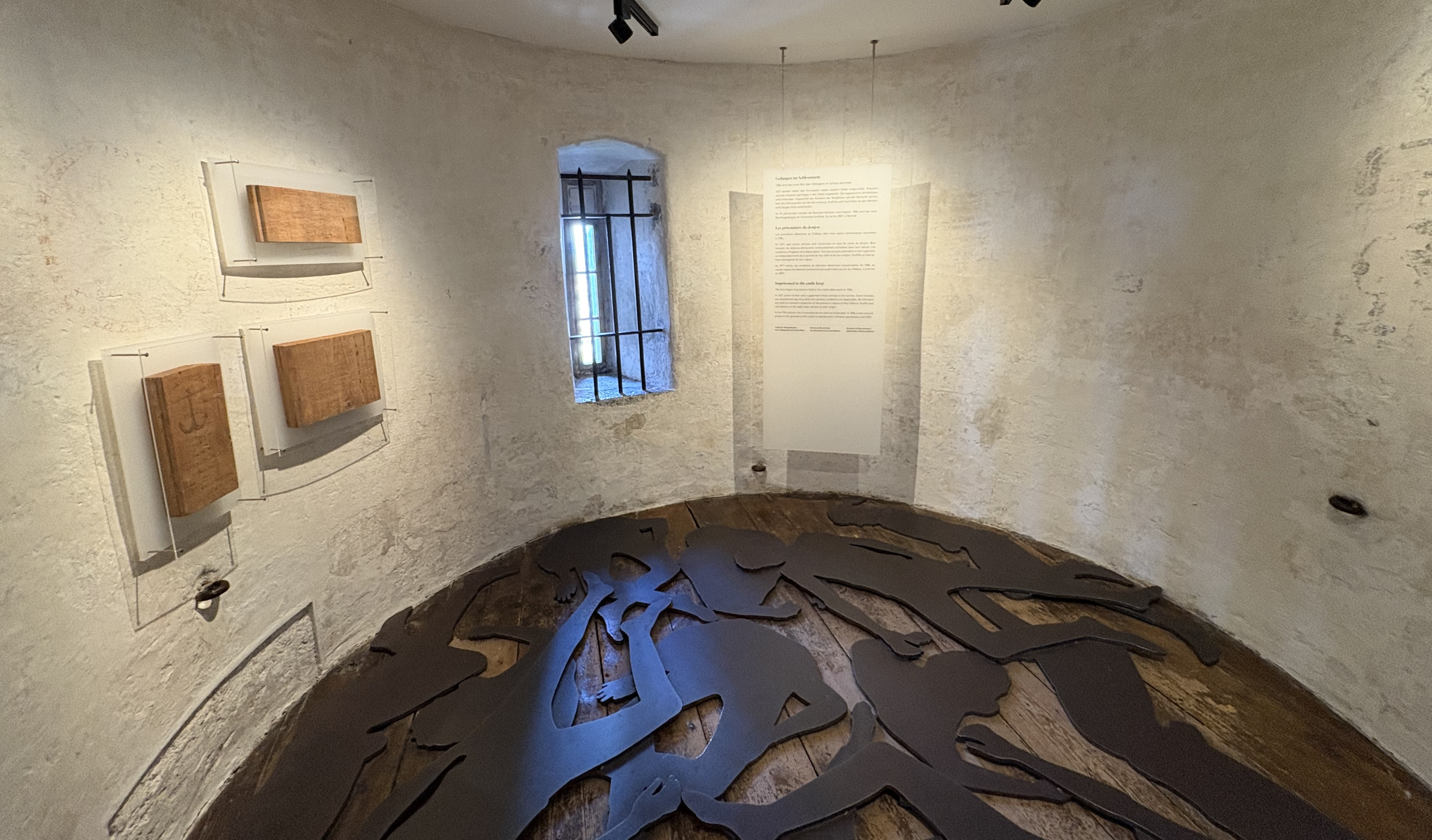
Ehemalige Gefängniszelle
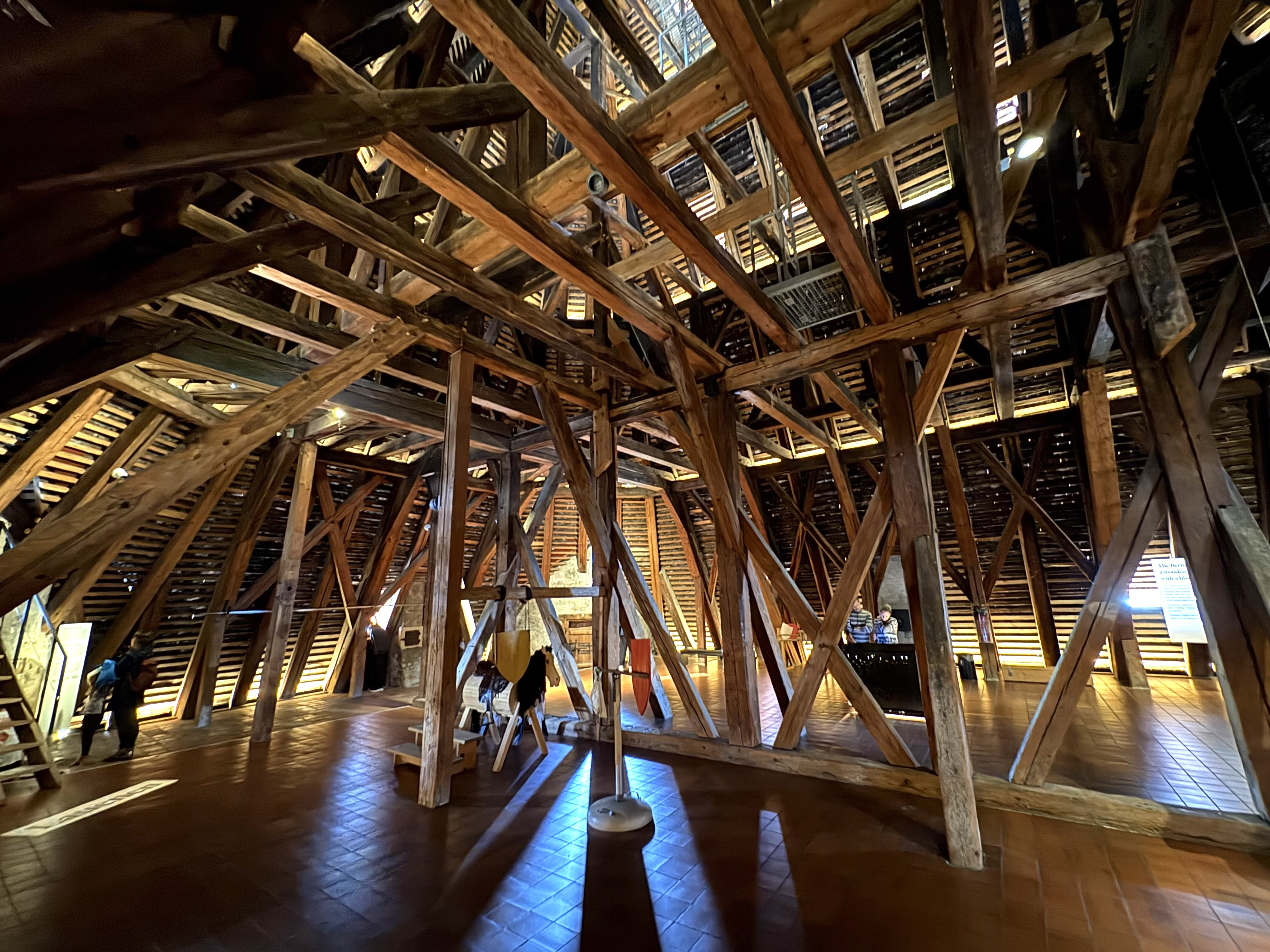
Gebälk im Dachstock

- Im 5. Stock dominiert die mächtige Holzkonstruktion dieses Berner Walmdaches.
- Von den Ecktürmen aus bietet sich eine weite Aussicht über die Stadt, den Thunersee und zu den Alpen.

Mit verschiedenen Angeboten können die Besucher auch selber aktiv werden. Neben der Dauerausstellung werden wechselnde Sonderausstellungen gezeigt, so 2025/26 «Recht im Wandel: Recht und Gerichtete in Thun» Neben Führungen werden neben Veranstaltungen für Kinder finden auch Veranstaltungen zu (kultur-)historischen Themen wie Lesungen und Konzerte statt.